# 427
427 је била проста година.

## Догађаји
- Бонифације, римски гувернер (Последњи од Римљана), устаје у Африци против цара Валентинијана III. Под утицајем Аеција, осуђен је за издају од царице-мајке Гале Плацидије.
- Римска провинција Прима Панонија је коначно асимилована у Хунско царство.
- Хуни нападају западну Азију и смањују претњу Сасанидског царства за Источно римско царство. Краљ Бахрам V шаље експедиционе снаге у Хорасан.
- Краљ Јангсу преноси престоницу Гогурјео из града Гунгнае (модерни Ји'ан, Јилин) на обали реке Јалу у Пјонгјанг (модерна Кореја).
- Бију постаје краљ корејског краљевства Баекје.